# Dirty Work (album)
Dirty Work je 18. britské a 20. americké studiové album skupiny The Rolling Stones. Jeho nahrávání probíhalo od dubna do června a znovu od července do srpna 1985. Album produkovali Steve Lillywhite a The Glimmer Twins a vyšlo v březnu 1986.

## Seznam skladeb
| Pořadí | Název                 | Autor                                    | Délka |
| ------ | --------------------- | ---------------------------------------- | ----- |
| 1.     | One Hit (To the Body) | Mick Jagger, Keith Richards, Ronnie Wood | 4:44  |
| 2.     | Fight                 | Jagger, Richards, Wood                   | 3:09  |
| 3.     | Harlem Shuffle        | Bob Relf, Ernest Nelson                  | 3:23  |
| 4.     | Hold Back             | Jagger, Richards                         | 3:53  |
| 5.     | Too Rude              | Lindon Roberts                           | 3:11  |
| 6.     | Winning Ugly          | Jagger, Richards                         | 4:32  |
| 7.     | Back to Zero          | Jagger, Richards, Chuck Leavell          | 4:00  |
| 8.     | Dirty Work            | Jagger, Richards, Wood                   | 3:53  |
| 9.     | Had It with You       | Jagger, Richards, Wood                   | 3:19  |
| 10.    | Sleep Tonight         | Jagger, Richards                         | 5:10  |
| 11.    | Untitled Hidden Track |                                          | 0:33  |

## Obsazení
The Rolling Stones
- Mick Jagger – zpěv, doprovodný zpěv, harmonika
- Keith Richards – elektrická kytara, akustická kytara, doprovodný zpěv, zpěv, klavír
- Ronnie Wood – elektrická kytara, akustická kytara, pedálová steel kytara, doprovodný zpěv, bicí, tenorsaxofon
- Charlie Watts – bicí
- Bill Wyman – basová kytara, syntezátory

Ostatní hudebníci
- Chuck Leavell – klávesy
- Ivan Neville – doprovodný zpěv, baskytara, varhany, syntezátory
- Jimmy Page – elektrická kytara
- Bobby Womack – doprovodný zpěv, elektrická kytara
- Philippe Saisse – klávesy
- Anton Fig – shaker
- Dan Collette – trubka
- Jimmy Cliff – doprovodný zpěv
- Don Covay – doprovodný zpěv
- Beverly D'Angelo – doprovodný zpěv
- Kirsty MacColl – doprovodný zpěv
- Dollette McDonald – doprovodný zpěv
- Janice Pendarvis – doprovodný zpěv
- Patti Scialfa – doprovodný zpěv
- Tom Waits – doprovodný zpěv
- Ian Stewart – klavír